# Lissochlora calida
Lissochlora calida là một loài bướm đêm trong họ Geometridae.